# Avdella

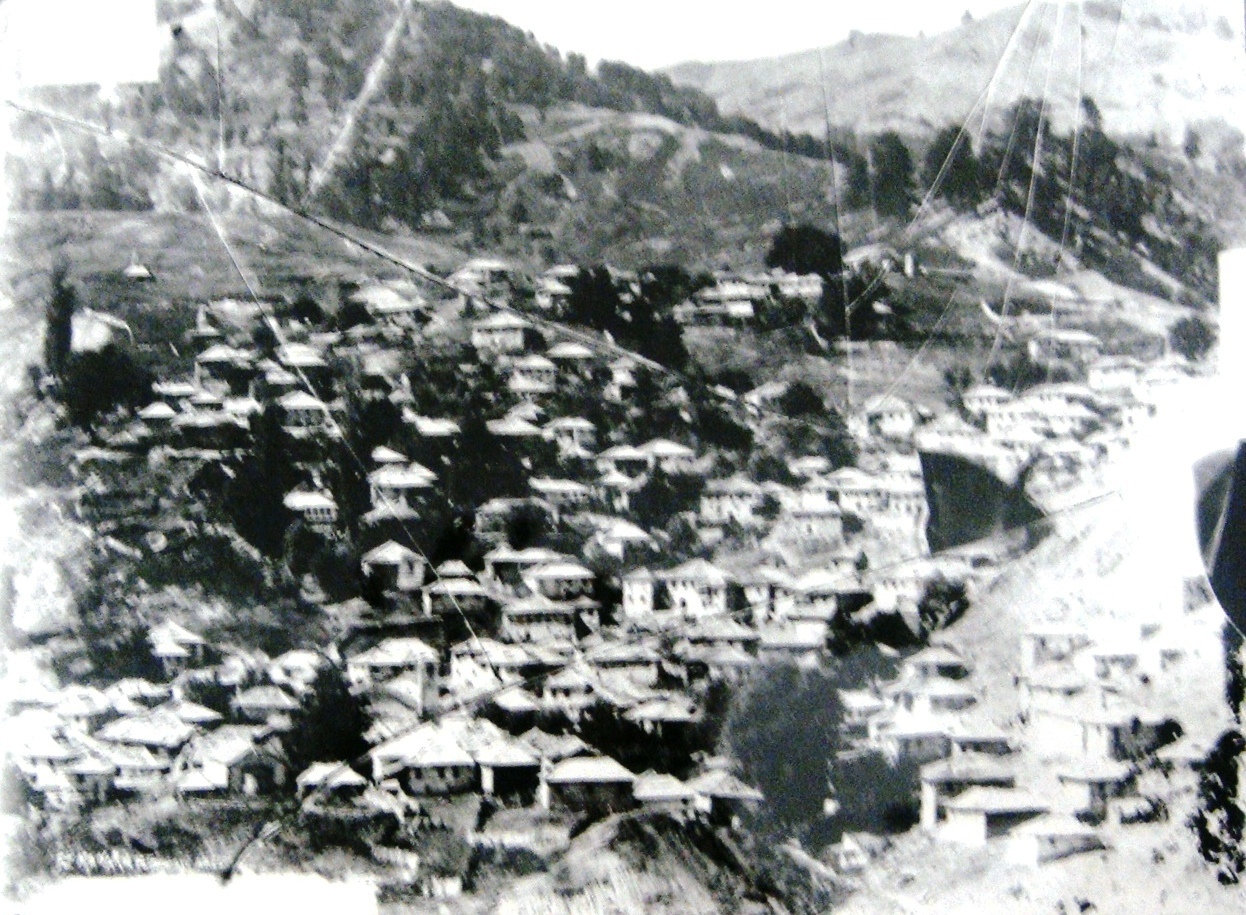
Avdella falu panorámaképe (1898) Fotó: Manaki Brothers

Avdella (görögül: Αβδέλλα; arománul: Avdhela) falu és egykori község Grevená regionális egységében, Nyugat-Makedóniában, Görögországban. A 2011-es önkormányzati reform óta Grevená város önkormányzati egysége.
Szezonális aromán falu a Píndosz-hegységben, 1250–1350 méteres magasságban. Nyáron mintegy 3000 lakosa van, de télen csak néhány őr vigyázza. A 2011-es népszámlálás 280 lakost regisztrált. A település területe 43 243 km2.

## Története
1800 előttről kevés az információ, a lakosok, főként nagy oláh pásztorcsaládok, a jobb éghajlat miatt a jelenlegi helyre költöztek. A falu a török hódoltság után autonómiát és egyéb kiváltságokat kapott, melyek Ali pasa idején elvesztek. Az itteniek az 1821-es görög forradalom idején támogatták a szabadságharcot. 1867-ben román iskolát alapítottak a faluban.
1905-ben görög különítményesek támadtak meg románbarát családok egy csoportját. Ugyanebben az évben a görög lázadók lerohanták a falut, megölték a vezetők egy részét és házakat égettek fel. A falut még egyszer, a második világháború idején, 1944. július 14-én a németek felgyújtották.

### Avdella népességének alakulása[8]
| 1913 | 1920 | 1928 | 1940 | 1951 | 1961 | 1971 | 1981 | 1991 | 2001 | 2011 |
| ---- | ---- | ---- | ---- | ---- | ---- | ---- | ---- | ---- | ---- | ---- |
| 1846 | 12   | 86   | 424  | 6    | 2    | 4    | 360  | 130  | 448  | 280  |

## Fordítás
- Ez a szócikk részben vagy egészben  az   Avdella című angol Wikipédia-szócikk ezen változatának fordításán alapul.  Az eredeti cikk szerkesztőit annak laptörténete sorolja fel. Ez a jelzés csupán a megfogalmazás eredetét és a szerzői jogokat jelzi, nem szolgál a cikkben szereplő információk forrásmegjelöléseként.